# Allies
Allies es el segundo álbum en directo del grupo Crosby, Stills & Nash, publicado por la compañía discográfica Atlantic Records en junio de 1983. El álbum alcanzó el puesto 43 en la lista estadounidense Billboard 200.

## Contenido
Allies comienza con dos grabaciones de estudio: la primera, «War Games», fue compuesta para el largometraje WarGames y publicada como sencillo, alcanzando el puesto 45 en la lista Billboard Hot 100. La canción fue utilizada en los primeros tráileres promocionales del filme y en un video promocional para la MTV, pero la participación del trío en el proyecto fue cancelada en el último momento. La segunda canción de estudio, «Raise a Voice», fue compuesta por Stephen Stills y Graham Nash y publicada como tema extra en la reedición de Daylight Again en 2006.
El resto del álbum incluye grabaciones en directo de dos giras diferentes. Los temas «Shadow Captain» y «For Free» fueron grabados en Houston en la gira de promoción de CSN en 1977. Los temas fueron elegidos como canciones fuertes de David Crosby, algo que se tornó difícil para el músico por su mínima participación en el álbum Daylight Again (1982) debido a dificultades personales que le llevaron a entrar durante varios meses en prisión. El resto del disco incluye canciones grabadas en el Gibson Amphitheatre de Universal City (California) en la gira de promoción de Daylight Again en 1982.
Hasta la fecha sólo ha sido editado en formato CD en Japón.
Crosby pasó varios meses en prisión en Texas en 1986, lo que provocó que el grupo en un receso temporal. Como resultado, no volvieron a grabar juntos hasta 1988, cuando se reunieron con Neil Young para publicar American Dream.

## Lista de canciones
| Cara A |                          |                                              |          |  |
| N.º    | Título                   | Escritor(es)                                 | Duración |  |
| 1.     | «War Games»              | Stephen Stills                               | 2:18     |  |
| 2.     | «Raise A Voice»          | Graham Nash, Stephen Stills                  | 2:31     |  |
| 3.     | «Turn Your Back on Love» | Stephen Stills, Graham Nash, Michael Stergis | 5:04     |  |
| 4.     | «Barrel of Pain»         | Graham Nash                                  | 5:46     |  |
| 5.     | «Shadow Captain»         | David Crosby, Craig Doerge                   | 4:30     |  |

| Cara B |                       |                             |          |  |
| N.º    | Título                | Escritor(es)                | Duración |  |
| 1.     | «Dark Star»           | Stephen Stills              | 4:48     |  |
| 2.     | «Blackbird»           | John Lennon, Paul McCartney | 2:30     |  |
| 3.     | «For Free»            | Joni Mitchell               | 3:48     |  |
| 4.     | «Wasted on the Way»   | Graham Nash                 | 3:04     |  |
| 5.     | «For What It's Worth» | Stephen Stills              | 5:38     |  |

## Personal
Músicos
- David Crosby: voz y guitarra
- Stephen Stills: voz, guitarra y teclados
- Graham Nash: voz, guitarra y teclados
- Danny Kortchmar: guitarra eléctrica en "War Games" y "Raise A Voice"
- Michael Stergis: guitarra eléctrica en "Raise A Voice"
- James Newton Howard: teclados en "War Games," "Turn Your Back on Love," "Barrel of Pain," "Dark Star," "Wasted on the Way," y "For What It's Worth"
- Michael Finnigan: teclados en "Turn Your Back on Love," "Barrel of Pain," "Dark Star," "Wasted on the Way," y "For What It's Worth"
- Craig Doerge: teclados en "War Games," "Raise A Voice," y "Shadow Captain"
- George Perry: bajo
- Joe Vitale: batería en todos los temas excepto "War Games" y "Raise A Voice"
- Jeff Porcaro: batería en "War Games" y "Raise A Voice"
- Efraín Toro: percusión en "Turn Your Back on Love," "Barrel of Pain," "Dark Star," "Wasted on the Way," y "For What It's Worth"
- Joe Lala: percusión en "Shadow Captain"

Equipo técnico
- Stephen Stills, Graham Nash, Stanley Johnston: producción musical
- Ron Albert, Howard Albert: coproductores en "Shadow Captain" y "For Free"
- Steve Gursky, David Hewitt, Stanley Johnston, Jay Parti: ingenieros de sonido

## Posición en listas
| País           | Lista                      | Posición |
| -------------- | -------------------------- | -------- |
| Alemania       | Media Control Top-50 Chart | 44       |
| Estados Unidos | Billboard 200              | 43       |
| Países Bajos   | Mega Album Top 100         | 39       |

| Sencillo    | Lista                  | Posición |
| ----------- | ---------------------- | -------- |
| «War Games» | Billboard Hot 100      | 45       |
| «War Games» | Mainstream Rock Tracks | 13       |